# Miles Padgett
Miles John Padgett (né le 1er juin 1963) est professeur d'optique à l'École de physique et d'astronomie de l'Université de Glasgow . Il occupe la chaire Kelvin de philosophie naturelle depuis 2011 ,, et est directeur adjoint de la recherche à Glasgow de 2014 à 2020 ,,,.

## Éducation
Padgett fait ses études à l'Université de Manchester, à l'Université d'York, à l'Université de St Andrews et au Trinity College de Cambridge où il obtient un doctorat en 1988.

## Recherche et carrière
En collaboration avec Les Allen, Padgett mène des travaux pionniers sur le moment cinétique optique, pour lesquels ils reçoivent en 2009 la Young Medal . Le groupe de recherche qu'il dirige est surtout connu pour ses travaux sur les propriétés fondamentales du moment cinétique de la lumière, notamment les pincettes optiques et les clés optiques, l'utilisation des états de moment cinétique orbital pour étendre l'alphabet de la communication optique (à la fois classique et quantique). lumière), et des démonstrations d'une forme angulaire du paradoxe EPR . Les recherches de Padgett sont publiées dans des revues scientifiques à comité de lecture de premier plan, notamment Science ,,,, Nature,, Physical Review Letters, et Optics Express . Les recherches de Padgett sont financées par le Conseil de recherche en génie et en sciences physiques (EPSRC) .
Padgett est élu membre de la Royal Society of Edinburgh (FRSE) en 2001  en 2011, il est élu membre de l'Optical Society et en 2012 membre de la Society of Photographic Instrumentation Engineers (SPIE). En 2014, il est élu membre de la Royal Society (FRS) - l'académie nationale des sciences du Royaume-Uni .
En 2009, avec Les Allen, il remporte la médaille Young de l'Institute of Physics (IOP) et en 2014, Padgett reçoit la médaille Lord Kelvin de la Royal Society of Edinburgh. En 2015, il remporte le prix Science of Light  de la Société européenne de physique, en 2017 le Max Born Award  de l'Optical Society (OSA) et en 2019 la Médaille Rumford  de la Royal Society. Padgett est membre de l'Institut de physique (FInstP).
Padgett est nommé Officier de l'Ordre de l'Empire britannique (OBE) dans les honneurs d'anniversaire 2020 pour ses services à la recherche scientifique et à la sensibilisation.
Padgett épouse Heather Reid , et a une fille, Jenna.